# Takanezawa
Takanezawa (jap. 高根沢町 Takanezawa-machi) – miasto w Japonii, na wyspie Honsiu, w prefekturze Tochigi. Według danych na rok 2020 miejscowość zamieszkiwało 29 229 mieszkańców , a gęstość zaludnienia wyniosła 412,4 os./km².